# Robert Adcock
Robert Adcock (* 9. August 1986) ist ein englischer Badmintonspieler. 

## Karriere
Robert Adcock gewann 2005 zweimal Bronze bei den Junioreneuropameisterschaften und zwei Titel bei den englischen Einzelmeisterschaften der Junioren. 2006 gewann er mit den Czech International sein erstes bedeutendes Turnier bei den Erwachsenen. Im selben Jahr wurde er Dritter bei der Weltmeisterschaft der Studenten. 2009 belegte er Platz zwei bei den Dutch International. Zwei Jahre später siegte er bei den Austrian International.

## Sportliche Erfolge
| Saison | Veranstaltung                             | Disziplin    | Platz | Name                            |
| ------ | ----------------------------------------- | ------------ | ----- | ------------------------------- |
| 2005   | Junioren-Europameisterschaft              | Mixed        | 2     | Robert Adcock / Jenny Wallwork  |
| 2005   | Junioren-Europameisterschaft              | Herrendoppel | 2     | Robert Adcock / Edward Foster   |
| 2005   | England: Einzelmeisterschaft der Junioren | Mixed        | 1     | Robert Adcock / Jenny Wallwork  |
| 2005   | England: Einzelmeisterschaft der Junioren | Herrendoppel | 1     | Robert Adcock / Ed Foster       |
| 2006   | Czech International                       | Herrendoppel | 1     | Robert Adcock / Robin Middleton |
| 2006   | Weltmeisterschaften der Studenten         | Mixed        | 3     | Robert Adcock / Hayley Connor   |
| 2007   | Dutch International                       | Herrendoppel | 2     | Robert Adcock / Robin Middleton |
| 2009   | Austrian International                    | Mixed        | 1     | Robert Adcock / Heather Olver   |